# Bescuit (pa)
|  | Per a altres significats, vegeu «Bescuit (desambiguació)». |

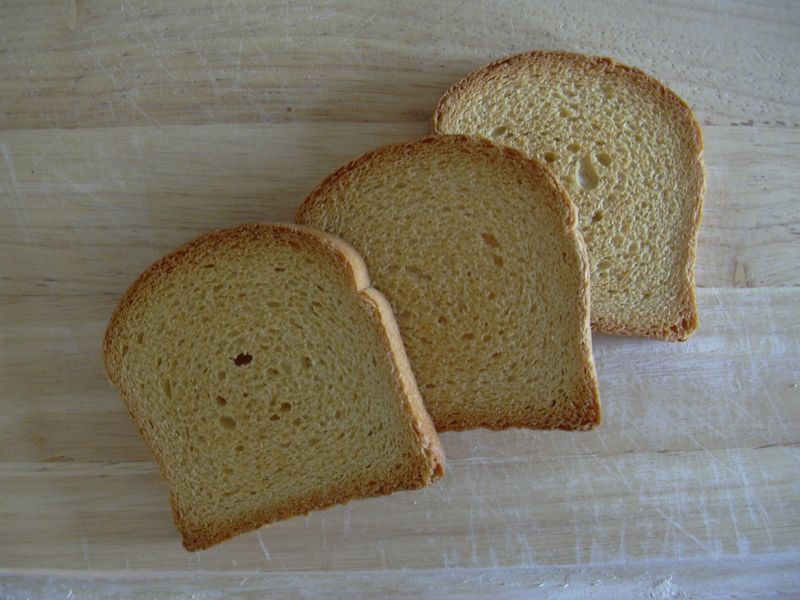
Llesques de bescuit

El bescuit és un pa de motlle cuit dues vegades al forn, la segona tallat a llesques, per tal d'obtenir una millor conservació.

## Etimologia
La paraula bescuit, en francès biscotte i en italià biscotto, deriva del llatí bis coctus (“dues vegades cuit”).

## Elaboració i característiques
S'elabora de manera industrial des de mitjan segle xx, en haver tret ingredients que es feien servir en l'elaboració artesanal, com ara els ous.
Per la seva fabricació es fa una mescla amb una sèrie d'ingredients bàsics, com llet, llevat, aigua, sucre, greixos vegetals, sal i farina refinada, que és el principal ingredient i representa fins a 95% del producte final. La massa que en surt es talla a trossos i es deixa fermentar. Tot seguit, es posen a un motlle que es tapa, i es deixen reposar de nou fins que es produeix una segona fermentació. Es couen al forn una primera vegada, es deixen reposar altre cop per tal d'equilibrar la seva humitat, es tallen en llesques i se'ls fica de nou al forn per torrar-los, procés que fa que s'elimini més la humitat, cosa que els atorga un temps de conservació més llarg en comparació al pa normal.
El bescuit, així elaborat industrialment, té alt contingut en glúcids però també proteïnes vegetals. Quant a calories, el seu número és més elevat que el del pa.